# アルヴィート
アルヴィート（伊: Alvito）は、イタリア共和国ラツィオ州フロジノーネ県にある、人口約2,500人の基礎自治体（コムーネ）。

## 地理

### 位置・広がり

#### 隣接コムーネ
隣接するコムーネは以下の通り。括弧内のAQはラクイラ県所属を示す。
- アティーナ
- カンポリ・アッペンニーノ
- カザルヴィエーリ
- ガッリナーロ
- ペスカッセーロリ (AQ)
- ポスタ・フィブレーノ
- サン・ドナート・ヴァル・ディ・コミーノ
- ヴィカルヴィ

### 気候分類・地震分類
アルヴィートにおけるイタリアの気候分類 (it) および度日は、zona D, 1965 GGである。
また、イタリアの地震リスク階級 (it) では、zona 1 (sismicità alta) に分類される。

## 行政

### 山岳部共同体
広域行政組織である山岳部共同体「ヴァッレ・ディ・コミーノ山岳部共同体」 (it:Comunità montana Valle di Comino) （事務所所在地: アティーナ）を構成するコムーネの一つである。

### 分離集落
アルヴィートには、以下の分離集落（フラツィオーネ）がある。
- Castello, Peschio, Santa Maria del Campo, Sant'Onofrio, Val di Rio

## 姉妹都市
- アルヴィート（ポルトガル語版）、ポルトガル